# Салай (река)
Сала́й — река в России, протекает в Большемурашкинском районе Нижегородской области. Устье реки находится в 43 км по правому берегу реки Сундовик. Длина реки составляет 12 км.

## Описание
Бассейн реки лежит на территории Большемурашкинского района. Река берёт начало на юге от деревни Окинино, впадает в Сундовик напротив села Шахманово.
В среднем течении ширина реки составляет 1—2 метра, в приустьевой части достигает 5—6 метров. Течение слабое, температура воды выше 16 °C не поднимается даже в июле, средняя глубина от 0,1 м до 1 м. Максимальная глубина — 12 метров (в озере Салай).
Вдоль практически всего левого берега растёт лесополоса, предохраняющая от южных и западных ветров. За селом Лубянцы в реку впадает (слева) ручей. 

## Озеро Салай
Озеро Салай располагается на расстоянии менее одного километра от села Шахманово. Основные строительно-земляные работы по сооружению плотины, благодаря которой образовался водоём, были произведены летом 1988 года. Пруд с общим запасом воды свыше 700 000 м³ образовался вместе с талыми водами весной 1989 года. Площадь водного зеркала озера — 20 гектар, длина — порядка 1,7 км, ширина — от 40 до 220 метров. По причине близкого расположения к водоёму двух сёл, в речи местных жителей он часто фигурирует как «Шахма́новский» или «Лубяне́цкий». Оба берега разнородны (правый — высокий и крутой, левый — пологий); однако и обрывы, и ровные места встречаются по обоим берегам. Озеро достаточно глубокое, в нескольких местах его глубина превышает 10 метров, есть очень резкие перепады глубин. Самая обитаемая рыба в озере — щука, окунь, плотва.

## Данные водного реестра
По данным государственного водного реестра России, относится к Верхневолжскому бассейновому округу; водохозяйственный участок реки — Волга от устья реки Ока до Чебоксарского гидроузла (Чебоксарское водохранилище), без рек Сура и Ветлуга, речной подбассейн реки — Волга от впадения Оки до Куйбышевского водохранилища (без бассейна Суры). Речной бассейн реки — (Верхняя) Волга до Куйбышевского водохранилища (без бассейна Оки).
Код водного объекта в государственном водном реестре — 08010400312110000034974.